# Candoni
Candoni is een gemeente in de Filipijnse provincie Negros Occidental. Bij de laatste census in 2007 had de gemeente bijna 22 duizend inwoners.

## Geografie

### Bestuurlijke indeling
Candoni is onderverdeeld in de volgende 9 barangays:
| - Agboy - Banga - Cabia-an - Caningay - Gatuslao | - Haba - Payauan - Poblacion East - Poblacion West |

## Demografie
Candoni had bij de census van 2007 een inwoneraantal van 21.748 mensen. Dit zijn 1.761 mensen (8,8%) meer dan bij de vorige census van 2000. De gemiddelde jaarlijkse groei komt daarmee uit op 1,17%, hetgeen lager is dan het landelijk jaarlijks gemiddelde over deze periode (2,04%). Vergeleken met de census van 1995 is het aantal mensen met 4.744 (27,9%) toegenomen.